# Ламберто Вісконті
Ламберто Вісконті (італ. Lamberto Visconti; д/н — 1225) — юдик (володар) Галлурського юдикату у 1207—1225 роках, юдик Кальярського юдикату в 1220—1223 роках.

## Життєпис
Походив з патриціанського роду Пізанських Вісконті. Син Ельдіціо Вісконті, консула Пізи, та доньки Торкіторіо III, юдика Кальярі. Ймовірно, після смерті батька з братом Убальдо успадкував статус і майно родини.
1206 року з військом висадився в Галлурському юдикаті, де 1207 року влаштував свій шлюб з юдикинею Оленою ді Лакон-Гунале. Це викликало невдоволення папи римського Інокентія III, що планував влаштувати шлюб Олени зі своїм стриєчним братом Тразимондо. Тому він відлучив подружжя від церкви.
Поступово взяв на себе зовнішню політику та військо. У 1209 році проти нього виступив Коміта I, що також претендував на Галурри. Вісконті вдалося відбити напад. Втім у 1211 році зазнав поразки й з родиною втік до Пізи. Зміг повернути володіння лише у 1214 році.
У 1215 році разом з братом Умберто виступив проти Кавльярського юдикату, який до 1217 року поступово брати підкорили. Фактичне кермо отримав Убальдо Вісконті. У 1218 році помирає дружина Ламберта. 1219 року влаштував шлюб сина Убальда зі спадкоємицею Торреського юдикату.
У 1220 році одружився з Бенедеттою, юдикинею Кальярі, офіційно ставши там володарем. Втім у 1223 році папа римський Гонорій III анулював цей шлюб. Втім ламберто Вісконті зберіг владу в Кальярі. 
Помер Ламберто Вісконті 1225 року в Пізі. Йому спадкував син Убальдо II.